# Дітковицька сільська рада
Дітковицька сільська́ ра́да (біл. Дзеткавіцкі сельсавет) — колишня сільрада у складі Дорогичинського району, Берестейська область, Білорусь. Адміністративним центром було село Дітковичі.

## Історія
17 вересня 2013 року сільська рада ліквідована, її територія та населені пункти увійшли до складу Антопільської сільської ради.

## Склад ради
Населені пункти, що підпорядковувалися сільській раді станом на 2009 рік:
| Населений пункт | Тип  | Населення, осіб (2009) |
| --------------- | ---- | ---------------------- |
| Бобки           | село | 6                      |
| Буди            | село | 29                     |
| Дітковичі       | село | 543                    |
| Дубова          | село | 73                     |
| Залісся         | село | 31                     |
| Коти            | село | 30                     |
| Лави            | село | 4                      |
| Меневеж         | село | 52                     |
| Нова Темра      | село | 14                     |
| Рашин           | село | 38                     |
| Рожок           | село | 53                     |

## Населення
За переписом населення Білорусі 2009 року чисельність населення сільської ради становила 873 особи.

### Національність
Розподіл населення за рідною національністю за даними перепису 2009 року:
| Національність | Осіб | Відсоток |
| -------------- | ---- | -------- |
| білоруси       | 824  | 94,39 %  |
| українці       | 26   | 2,98 %   |
| росіяни        | 20   | 2,29 %   |
| болгари        | 2    | 0,23 %   |
| німці          | 1    | 0,11 %   |
| Разом          | 873  | 100 %    |